# 9 февруари
9 февруари е 40-ият ден в годината според григорианския календар. Остават 325 дни до края на годината (326 през високосна).

## Събития
- 474 г. – След като 7-годишният Лъв II е намерен твърде млад, за да управлява Византийската империя, за негов съимператор е коронован неговия баща Зенон.
- 1667 г. – Подписано е примирие между Русия и Полша, с което завършва продължилата 13 години руско-полската война.
- 1822 г. – Хаити напада Доминиканската република.
- 1822 г. – Окупаторските сили на Хаити, водени от Жан Пиер Бойер, пристигат в Санто Доминго, за да победят новосъздадената Доминиканска република.
- 1895 г. – Провежда се първо заседание на Правописна комисия за българския език под председателството на Константин Величков.
- 1895 г. – Уилям Морган оповестява правилата на създадената от него игра волейбол.
- 1897 г. – В Русия започва първото всеобщо преброяване на населението, което установява, че в страната живеят 129 млн. души.
- 1900 г. – Учредено е състезанието по тенис Купа Дейвис.
- 1903 г. – Народното събрание отпуска допълнителна помощ за бежанците и пострадалите от Илинденско-Преображенското въстание в размер на 300 хил. лв. (след като на 22 ноември са отпуснати 500 000 лв.).
- 1923 г. – В България е съставен нов кабинет с министър-председател Александър Стамболийски.

- 1934 г. – Гърция, Турция, Югославия и Румъния подписват в Атина Балкански пакт, който цели запазването на геополитическото статукво на Балканите след Първата световна война.
- 1942 г. – За първи път в САЩ е изпробвано лятно часово време.
- 1949 г. – България става член на УНИЦЕФ.
- 1950 г. – Американският сенатор Джоузеф Маккарти обвинява Държавния департамент, че е пълен с комунисти, което разпалва период на силни антикомунистически настроения в САЩ, известни като Маккартизъм.
- 1951 г. – Създава се Централен архивен фонд към Българската армия.
- 1969 г. – Осъществен е първият тестов полет на Боинг-747 Джамбоджет.
- 1982 г. – Самолетът при полет 350 на „Джапан Еър Лайнс“ се разбива близо до летище Ханеда при опит за масово убийство-самоубийство на пилот. Умират 24 от 174-те души на борда.
- 1990 г. – Излиза първи брой на вестник Демокрация – първият демократичен ежедневник след комунистическия режим.
- 1996 г. – Тодор Живков е оправдан от Общото събрание на Наказателната колегия на Върховния съд по обвинението за незаконно раздаване на апартаменти, коли и представителни пари от УБО.
- 1998 г. – Екатерина Дафовска става първата българска олимпийска шампионка в зимна олимпиада.
- 1999 г. – Процес срещу българските медици в Либия: Пет български медицински сестри и един палестински лекар са задържани по обвинение, че са заразили с вируса на СПИН 393 либийски деца в детската болница в Бенгази, Либия.
- 2001 г. – Конституционният съд обявява решението си, че в президентските избори може да се кандидатира само български гражданин, който е живял в България поне 183 дни на година през последните 5 години.

## Родени
- 1773 г. – Уилям Хенри Харисън, президент на САЩ († 1841 г.)
- 1789 г. – Франц Габелсбергер, немски стенограф († 1849 г.)
- 1830 г. – Абдул Азис, 32-рият султан на Османската империя († 1876 г.)
- 1830 г. – Илия Блъсков, български писател († 1913 г.)
- 1838 г. – Ивлин Ууд, британски фелдмаршал († 1919 г.)
- 1874 г. – Еми Лоуъл, американска поетеса († 1925 г.)
- 1885 г. – Албан Берг, австрийски композитор († 1935 г.)
- 1887 г. – Василий Чапаев, руски военачалник († 1919 г.)
- 1887 г. – Николай Николаев, български политик († 1961 г.)
- 1891 г. – Роналд Колман, английски актьор († 1958 г.)
- 1892 г. – Кирил Драмалиев, български просветен и държавен деец († 1961 г.)
- 1910 г. – Жак Моно, френски биолог и биохимик, Нобелов лауреат през 1965 г. († 1976 г.)
- 1912 г. – Ради Мазников, български футболист († 1944 г.)
- 1912 г. – Рудолф Витлачил, чехословашко футболист и футболен треньор († 1977 г.)
- 1914 г. – Ърнест Тъб, американски певец († 1984 г.)
- 1922 г. – Катрин Грейсън, американска актриса († 2010 г.)
- 1928 г. – Ринус Михелс, холандски футболист и треньор († 2005 г.)
- 1929 г. – Таиджи Касе, японски каратист († 2004 г.)
- 1931 г. – Йозеф Масопуст, чешки футболист († 2015 г.)
- 1931 г. – Пенчо Стоянов, български композитор († 2020 г.)
- 1931 г. – Томас Бернхард, австрийски писател († 1989 г.)
- 1932 г. – Герхард Рихтер, германски художник
- 1938 г. – Минчо Празников, български синоптик
- 1940 г. – Джон Максуел Кутси, южноафрикански писател, Нобелов лауреат през 2003 г.
- 1943 г. – Джо Пеши, американски актьор
- 1943 г. – Джоузеф Стиглиц, американски икономист, Нобелов лауреат през 2001 г.
- 1945 г. – Йошинори Осуми, японски учен, Нобелов лауреат през 2016 г.
- 1945 г. – Мия Фароу, американска киноактриса
- 1947 г. – Карла дел Понте, швейцарска юристка
- 1948 г. – Антонио Санини, испански рали пилот
- 1948 г. – Константин Пуликовски, генерал-лейтенант от Руските въоръжени сили
- 1950 г. – Антоний Генов, български актьор († 2006 г.)
- 1959 г. – Али-Бен Бонго, габонски политик
- 1963 г. – Брайън Грийн, американски физик
- 1964 г. – Нешко Нешев, български кларинетист-виртуоз
- 1973 г. – Станислав Димитров, български актьор
- 1973 г. – Светлана Богинская, руска гимнастичка
- 1974 г. – Жорди Кройф, холандски футболист
- 1975 г. – Димитър Дочев, български шахматист
- 1976 г. – Чарли Дей, американски актьор
- 1979 г. – Джан Дзъи, китайска актриса
- 1979 г. – Ирина Слуцкая, руска фигуристка
- 1981 г. – Тодор Барболов, български юрист и политик
- 1981 г. – Том Хидълстън, британски актьор
- 1981 г. – Петър Владов, български бизнес боксьор
- 1983 г. – Димитър Рангелов, български футболист
- 1996 г. – Джими Бенет, американски актьор

## Починали
- 1450 г. – Агнес Сорел, френска благородничка (* ок. 1420)
- 1640 г. – Мурад IV, султан на Османската империя (* 1612 г.)
- 1881 г. – Фьодор Достоевски, руски писател (* 1821 г.)
- 1897 г. – Димитър Ангелов, български духовник (* ок. 1830 г.)
- 1905 г. – Адолф фон Менцел, немски художник (* 1815 г.)
- 1909 г. – Петко Горбанов, български общественик (* 1846 г.)
- 1920 г. – Екатерина Ненчева, първата българска поетеса (* 1855 г.)
- 1944 г. – Кирил Пърличев, революционер (* 1875 г.)
- 1957 г. – Кирил Делирадев, български публицист (* ?)
- 1957 г. – Миклош Хорти, унгарски адмирал и държавен глава (* 1868 г.)
- 1961 г. – Григорий Левенфиш, руски шахматист (* 1889 г.)
- 1970 г. – Итало Гариболди, италиански офицер (* 1879 г.)
- 1972 г. – Николай Крилов, съветски маршал (* 1903 г.)
- 1977 г. – Сергей Илюшин, руски авиоконструктор (* 1894 г.)
- 1978 г. – Хулио Харамильо, еквадорски музикант (* 1935 г.)
- 1979 г. – Денис Габор, унгаро-английски физик, Нобелов лауреат през 1971 г. (* 1900 г.)
- 1981 г. – Бил Хейли, американски рок музикант (* 1927 г.)
- 1984 г. – Юрий Андропов, генерален секретар на съветската комунистическа партия (* 1914 г.)
- 1985 г. – Атанас Илиев, психолог и философ (* 1893 г.)
- 1996 г. – Адолф Галанд, германски пилот (* 1912 г.)
- 1999 г. – Александър Гейщор, полски историк (* 1916 г.)
- 2000 г. – Шобна Самарт, индийска актриса (* 1915 г.)
- 2001 г. – Хърбърт Саймън, американски икономист, Нобелов лауреат през 1978 г. (* 1916 г.)
- 2002 г. – Принцеса Маргарет, сестра на британската кралица (* 1930 г.)

## Празници
- Италия – Празник на град Арича